# Speyeria rufescens
Speyeria rufescens är en fjärilsart som beskrevs av Cockerell 1909. Speyeria rufescens ingår i släktet Speyeria och familjen praktfjärilar. Inga underarter finns listade i Catalogue of Life.